# Fiendish Regression
Fiendish Regression šesti je studijski album švedskog death metal-sastava Grave. Diskografska kuća Century Media Records objavila ga je 23. kolovoza 2004.

## Popis pjesama
Tekstovi: Ola Lindgren. 
| 1.    | »Last Journey«     | 5:03 |
| 2.    | »Reborn«           | 3:45 |
| 3.    | »Awakening«        | 4:28 |
| 4.    | »Breeder«          | 4:09 |
| 5.    | »Trial by Fire«    | 3:47 |
| 6.    | »Out if the Light« | 4:05 |
| 7.    | »Inner Voice«      | 4:07 |
| 8.    | »Bloodfeast«       | 4:15 |
| 9.    | »Heretic«          | 5:02 |
| 38:41 |                    |      |

## Zasluge
Grave
- Pelle Ekegren – bubnjevi
- Fredrik Isaksson – bas-gitara
- Ola Lindgren – gitara, vokal
- Jonas Torndal – gitara

Ostalo osoblje
- Henrik Jonsson – mastering
- Peter Tägtgren – produkcija
- Tommy Tägtgren – produkcija, snimanje, miks
- Jacek Wiśniewski – naslovnica
- Olle Carlsson – fotografije
- Stefan Wibbeke – umjetnički smjer dizajn